# Na Maloca Dragão
Na Maloca Dragão é um álbum ao vivo da banda de rock Selvagens à Procura de Lei gravado no festival Maloca Dragão em 27 de abril de 2018 e lançado dia 1 de fevereiro de 2019. A gravação, dirigida por Cléver Cardoso, conta com um público de mais de 20 mil pessoas e reúne sucessos da banda juntamente com releituras de músicas.
O tradicional festival é realizado anualmente pelo Centro Dragão do Mar de Arte e Cultura e a banda já tinha tocado uma vez no evento em 2016.

## Faixas
| N.º            | Título                          | Álbum Original             | Duração |  |
| 1.             | "Dois de Fevereiro"             | Praieiro                   | 4:00    |  |
| 2.             | "Massarrara"                    | Selvagens à Procura de Lei | 3:12    |  |
| 3.             | "Amigos Libertinos"             | Aprendendo a Mentir        | 2:39    |  |
| 4.             | "Juventude Solitude"            | Selvagens à Procura de Lei | 3:14    |  |
| 5.             | "Enquanto Eu Passar Na Sua Rua" | Selvagens à Procura de Lei | 3:54    |  |
| 6.             | "Carrosel Em Camêra Lenta"      | Selvagens à Procura de Lei | 3:52    |  |
| 7.             | "Lua Branca"                    | Praieiro                   | 3:08    |  |
| 8.             | "Gostar Só Dela"                | Single                     | 3:30    |  |
| 9.             | "Mar Fechado"                   | Selvagens à Procura de Lei | 4:14    |  |
| 10.            | "Sr. Coronel"                   | Selvagens à Procura de Lei | 4:10    |  |
| 11.            | "Bem-Vindo ao Brasil"           | Single                     | 2:59    |  |
| 12.            | "Guetos Urbanos"                | Praieiro                   | 3:16    |  |
| 13.            | "O Que Será o Amanhã"           | Praieiro                   | 3:15    |  |
| 14.            | "Jamoga" (Versão acústica)      | Aprendendo a Mentir        | 3:51    |  |
| 15.            | "Doce/Amargo"                   | Aprendendo a Mentir        | 3:10    |  |
| 16.            | "O Amor é um Rock 2"            | Praieiro                   | 3:05    |  |
| 17.            | "Despedida"                     | Selvagens à Procura de Lei | 4:35    |  |
| 18.            | "Tarde Livre"                   | Praieiro                   | 3:42    |  |
| 19.            | "Brasileiro"                    | Selvagens à Procura de Lei | 2:43    |  |
| 20.            | "Mucambo Cafundó"               | Aprendendo a Mentir        | 4:01    |  |
| Duração total: | Duração total:                  | Duração total:             | 1h10min |  |

## Lançamento
Para lançar o álbum, o grupo decidiu fazer um evento no Cineteatro São Luiz, onde passaram o DVD completo do show e um documentário mostrando os bastidores. Logo depois, a banda fez um show acústico pela primeira vez na carreira. Tanto o DVD como o documentário estão disponíveis no Youtube no canal oficial da banda